# Sundasundet
Sundasundet är sundet mellan öarna Java och Sumatra i Indonesien. Sundet förbinder Javasjön med Indiska oceanen. Namnet kommer av det indonesiska ordet Pasunda, som är ett historiskt namn på "västra Java".
I sundet ligger bland annat den omtalade vulkanön Krakatau.